# Isotopes de l'holmium
L'holmium (Ho, numéro atomique 67) possède 36 isotopes connus, de nombre de masse variant entre 140 et 175, ainsi que 32 isomères nucléaires. Parmi eux, un seul est stable, 165Ho (on le soupçonne néanmoins de pouvoir se désintégrer par radioactivité α en 161Tb), et représente l'intégralité de l'holmium naturel, faisant de l'holmium un élément monoisotopique et un élément mononucléidique. La masse atomique standard de l'holmium est donc la masse isotopique de 165Ho, soit 164,930 33(2) u.
Parmi les 35 radioisotopes qui ont été décrits, les plus stables sont 163Ho, avec une demi-vie de 4 570 an et 166Ho (26,83 heures). Tous les autres isotopes ont une demi-vie inférieure au jour, et la plupart inférieure à une minute.
Parmi les isomères nucléaires les plus stables sont 166m1Ho 	(t1/2 = 1,2 an) et 160m1Ho (5,02 heures).
Les radioisotopes plus légers que 165Ho se désintègrent principalement par émission de positron (β+) en isotopes du dysprosium, à quelques exceptions :
- pour les isotopes allant de 151Ho à 154Ho, la désintégration β+ est concurrencée par la désintégration α, produisant des isotopes du terbium ; chose assez rare, les isomères nucléaires dans cette gamme de masse se désintègrent eux aussi via ces deux modes plutôt que par une transition isomérique plus classique.
- 161Ho et 163Ho se désintègrent par capture électronique également en isotopes du dysprosium correspondants.
- 164Ho se désintègre en bonne partie (60 %) par capture électronique (en 164Dy), mais également (40 %) par désintégration β− en 164Er, ce qui est extrêmement rare pour un radioisotope plus léger que l'isotope stable.

Les isotopes les plus lourds que 165Ho se désintègrent eux principalement par désintégration β− en isotopes de l'erbium.

## Isotopes notables

### Holmium 163
L'holmium 163 se désintègre par capture électronique en dysprosium 163, avec une période radioactive de 4570 ans. Il présente un intérêt dans la mesure de la masse du neutrino et dans la mise au point de la spectroscopie de la capture électronique.  

### Holmium 165
Seul isotope stable, l'holmium 165 représente la totalité de l'holmium naturel. 

## Table des isotopes
| Symbole de l'isotope | Z (p)                | N (n)                | Masse isotopique (u) | Demi-vie                       | Mode(s) de désintégration, | Isotope(s) fils | Spin nucléaire |
| Symbole de l'isotope | Énergie d'excitation | Énergie d'excitation | Énergie d'excitation | Demi-vie                       | Mode(s) de désintégration, | Isotope(s) fils | Spin nucléaire |
| -------------------- | -------------------- | -------------------- | -------------------- | ------------------------------ | -------------------------- | --------------- | -------------- |
| 140Ho                | 67                   | 73                   | 139,96854(54)#       | 6(3) ms                        |                            |                 | 8+#            |
| 141Ho                | 67                   | 74                   | 140,96310(54)#       | 4,1(3) ms                      |                            |                 | (7/2−)         |
| 141mHo               | 66(2) keV            | 66(2) keV            | 66(2) keV            | 6,4(8) µs                      |                            |                 | (1/2+)         |
| 142Ho                | 67                   | 75                   | 141,95977(54)#       | 400(100) ms                    | β+                         | 142Dy           | (6 à 9)        |
| 142Ho                | 67                   | 75                   | 141,95977(54)#       | 400(100) ms                    | p                          | 141Dy           | (6 à 9)        |
| 143Ho                | 67                   | 76                   | 142,95461(43)#       | 300# ms [>200 ns]              | β+                         | 143Dy           | 11/2−#         |
| 144Ho                | 67                   | 77                   | 143,95148(32)#       | 0,7(1) s                       | β+                         | 144Dy           |                |
| 144Ho                | 67                   | 77                   | 143,95148(32)#       | 0,7(1) s                       | β+, p                      | 143Tb           |                |
| 145Ho                | 67                   | 78                   | 144,94720(32)#       | 2,4(1) s                       | β+                         | 145Dy           | (11/2−)        |
| 145mHo               | 100(100)# keV        | 100(100)# keV        | 100(100)# keV        | 100# ms                        |                            |                 | 5/2+#          |
| 146Ho                | 67                   | 79                   | 145,94464(21)#       | 3,6(3) s                       | β+                         | 146Dy           | (10+)          |
| 146Ho                | 67                   | 79                   | 145,94464(21)#       | 3,6(3) s                       | β+, p (rare)               | 145Tb           | (10+)          |
| 147Ho                | 67                   | 80                   | 146,94006(3)         | 5,8(4) s                       | β+                         | 147Dy           | (11/2−)        |
| 147Ho                | 67                   | 80                   | 146,94006(3)         | 5,8(4) s                       | β+, p (rare)               | 146Tb           | (11/2−)        |
| 148Ho                | 67                   | 81                   | 147,93772(14)        | 2,2(11) s                      | β+                         | 148Dy           | (1+)           |
| 148m1Ho              | 400(100)# keV        | 400(100)# keV        | 400(100)# keV        | 9,49(12) s                     | β+ (99,92 %)               | 148Dy           | (6)−           |
| 148m1Ho              | 400(100)# keV        | 400(100)# keV        | 400(100)# keV        | 9,49(12) s                     | β+, p (0,08 %)             | 147Tb           | (6)−           |
| 148m2Ho              | 690(100)# keV        | 690(100)# keV        | 690(100)# keV        | 2,35(4) ms                     |                            |                 | (10+)          |
| 149Ho                | 67                   | 82                   | 148,933775(20)       | 21,1(2) s                      | β+                         | 149Dy           | (11/2−)        |
| 149m1Ho              | 48,80(20) keV        | 48,80(20) keV        | 48,80(20) keV        | 56(3) s                        | β+                         | 149Dy           | (1/2+)         |
| 149m2Ho              | 7200(350) keV        | 7200(350) keV        | 7200(350) keV        | >=100 ns                       |                            |                 |                |
| 150Ho                | 67                   | 83                   | 149,933496(15)       | 76,8(18) s                     | β+                         | 150Dy           | 2−             |
| 150m1Ho              | 10(50) keV           | 10(50) keV           | 10(50) keV           | 23,3(3) s                      | β+                         | 150Dy           | (9)+           |
| 150m2Ho              | ~8000 keV            | ~8000 keV            | ~8000 keV            | 751 ns                         |                            |                 |                |
| 151Ho                | 67                   | 84                   | 150,931688(13)       | 35,2(1) s                      | β+ (78 %)                  | 151Dy           | 11/2(−)        |
| 151Ho                | 67                   | 84                   | 150,931688(13)       | 35,2(1) s                      | α (22 %)                   | 147Tb           | 11/2(−)        |
| 151mHo               | 41,0(2) keV          | 41,0(2) keV          | 41,0(2) keV          | 47,2(10) s                     | α (77 %)                   | 147Tb           | 1/2(+)         |
| 151mHo               | 41,0(2) keV          | 41,0(2) keV          | 41,0(2) keV          | 47,2(10) s                     | β+ (22 %)                  | 151Dy           | 1/2(+)         |
| 152Ho                | 67                   | 85                   | 151,931714(15)       | 161,8(3) s                     | β+ (88 %)                  | 152Dy           | 2−             |
| 152Ho                | 67                   | 85                   | 151,931714(15)       | 161,8(3) s                     | α (12 %)                   | 148Tb           | 2−             |
| 152m1Ho              | 160(1) keV           | 160(1) keV           | 160(1) keV           | 50,0(4) s                      |                            |                 | 9+             |
| 152m2Ho              | 3019,59(19) keV      | 3019,59(19) keV      | 3019,59(19) keV      | 8,4(3) µs                      |                            |                 | 19−            |
| 153Ho                | 67                   | 86                   | 152,930199(6)        | 2,01(3) min                    | β+ (99,94 %)               | 153Dy           | 11/2−          |
| 153Ho                | 67                   | 86                   | 152,930199(6)        | 2,01(3) min                    | α (0,05 %)                 | 149Tb           | 11/2−          |
| 153m1Ho              | 68,7(3) keV          | 68,7(3) keV          | 68,7(3) keV          | 9,3(5) min                     | β+ (99,82 %)               | 153Dy           | 1/2+           |
| 153m1Ho              | 68,7(3) keV          | 68,7(3) keV          | 68,7(3) keV          | 9,3(5) min                     | α (0,18 %)                 | 149Tb           | 1/2+           |
| 153m2Ho              | 2772 keV             | 2772 keV             | 2772 keV             | 229(2) ns                      |                            |                 | (31/2+)        |
| 154Ho                | 67                   | 87                   | 153,930602(9)        | 11,76(19) min                  | β+ (99,98 %)               | 154Dy           | 2−             |
| 154Ho                | 67                   | 87                   | 153,930602(9)        | 11,76(19) min                  | α (0,02 %)                 | 150Tb           | 2−             |
| 154mHo               | 238(30) keV          | 238(30) keV          | 238(30) keV          | 3,10(14) min                   | β+ (99,99 %)               | 154Dy           | 8+             |
| 154mHo               | 238(30) keV          | 238(30) keV          | 238(30) keV          | 3,10(14) min                   | α (0,001 %)                | 150Tb           | 8+             |
| 154mHo               | 238(30) keV          | 238(30) keV          | 238(30) keV          | 3,10(14) min                   | TI (rare)                  | 154Ho           | 8+             |
| 155Ho                | 67                   | 88                   | 154,929103(19)       | 48(1) min                      | β+                         | 155Dy           | 5/2+           |
| 155mHo               | 141,97(11) keV       | 141,97(11) keV       | 141,97(11) keV       | 880(80) µs                     |                            |                 | 11/2−          |
| 156Ho                | 67                   | 89                   | 155,92984(5)         | 56(1) min                      | β+                         | 156Dy           | 4−             |
| 156m1Ho              | 100(50)# keV         | 100(50)# keV         | 100(50)# keV         | 7,8(3) min                     | β+                         | 156Dy           | (9+)           |
| 156m1Ho              | 100(50)# keV         | 100(50)# keV         | 100(50)# keV         | 7,8(3) min                     | TI                         | 156Ho           | (9+)           |
| 156m2Ho              | 52,4(5) keV          | 52,4(5) keV          | 52,4(5) keV          | 9,5(15) s                      |                            |                 | 1−             |
| 157Ho                | 67                   | 90                   | 156,928256(26)       | 12,6(2) min                    | β+                         | 157Dy           | 7/2−           |
| 158Ho                | 67                   | 91                   | 157,928941(29)       | 11,3(4) min                    | β+ (93 %)                  | 158Dy           | 5+             |
| 158Ho                | 67                   | 91                   | 157,928941(29)       | 11,3(4) min                    | α (7 %)                    | 154Tb           | 5+             |
| 158m1Ho              | 67,200(10) keV       | 67,200(10) keV       | 67,200(10) keV       | 28(2) min                      | TI (81 %)                  | 158Ho           | 2−             |
| 158m1Ho              | 67,200(10) keV       | 67,200(10) keV       | 67,200(10) keV       | 28(2) min                      | β+ (19 %)                  | 158Dy           | 2−             |
| 158m2Ho              | 180(70)# keV         | 180(70)# keV         | 180(70)# keV         | 21,3(23) min                   |                            |                 |                |
| 159Ho                | 67                   | 92                   | 158,927712(4)        | 33,05(11) min                  | β+                         | 159Dy           | 7/2−           |
| 159mHo               | 205,91(5) keV        | 205,91(5) keV        | 205,91(5) keV        | 8,30(8) s                      | TI                         | 159Ho           | 1/2+           |
| 160Ho                | 67                   | 93                   | 159,928729(16)       | 25,6(3) min                    | β+                         | 160Dy           | 5+             |
| 160m1Ho              | 59,98(3) keV         | 59,98(3) keV         | 59,98(3) keV         | 5,02(5) h                      | TI (65 %)                  | 160Ho           | 2−             |
| 160m1Ho              | 59,98(3) keV         | 59,98(3) keV         | 59,98(3) keV         | 5,02(5) h                      | β+ (35 %)                  | 160Dy           | 2−             |
| 160m2Ho              | 197(16) keV          | 197(16) keV          | 197(16) keV          | 3 s                            |                            |                 | (9+)           |
| 161Ho                | 67                   | 94                   | 160,927855(3)        | 2,48(5) h                      | CE                         | 161Dy           | 7/2−           |
| 161mHo               | 211,16(3) keV        | 211,16(3) keV        | 211,16(3) keV        | 6,76(7) s                      | TI                         | 161Ho           | 1/2+           |
| 162Ho                | 67                   | 95                   | 161,929096(4)        | 15,0(10) min                   | β+                         | 162Dy           | 1+             |
| 162mHo               | 106(7) keV           | 106(7) keV           | 106(7) keV           | 67,0(7) min                    | TI (62 %)                  | 162Ho           | 6−             |
| 162mHo               | 106(7) keV           | 106(7) keV           | 106(7) keV           | 67,0(7) min                    | β+ (38 %)                  | 162Dy           | 6−             |
| 163Ho                | 67                   | 96                   | 162,9287339(27)      | 4570(25) a                     | CE                         | 163Dy           | 7/2−           |
| 163mHo               | 297,88(7) keV        | 297,88(7) keV        | 297,88(7) keV        | 1,09(3) s                      | TI                         | 163Ho           | 1/2+           |
| 164Ho                | 67                   | 97                   | 163,9302335(30)      | 29(1) min                      | CE (60 %)                  | 164Dy           | 1+             |
| 164Ho                | 67                   | 97                   | 163,9302335(30)      | 29(1) min                      | β− (40 %)                  | 164Er           | 1+             |
| 164mHo               | 139,77(8) keV        | 139,77(8) keV        | 139,77(8) keV        | 38,0(10) min [37,5(+15−5) min] | TI                         | 164Ho           | 6−             |
| 165Ho                | 67                   | 98                   | 164,9303221(27)      | Observé stable                 | Observé stable             | Observé stable  | 7/2−           |
| 166Ho                | 67                   | 99                   | 165,9322842(27)      | 26,83(2) h                     | β−                         | 166Er           | 0−             |
| 166m1Ho              | 5,985(18) keV        | 5,985(18) keV        | 5,985(18) keV        | 1,200(180) a                   | β−                         | 166Er           | (7)−           |
| 166m2Ho              | 190,9052(20) keV     | 190,9052(20) keV     | 190,9052(20) keV     | 185(15) µs                     |                            |                 | 3+             |
| 167Ho                | 67                   | 100                  | 166,933133(6)        | 3,003(18) h                    | β−                         | 167Er           | 7/2−           |
| 167mHo               | 259,34(11) keV       | 259,34(11) keV       | 259,34(11) keV       | 6,0(10) µs                     |                            |                 | 3/2+           |
| 168Ho                | 67                   | 101                  | 167,93552(3)         | 2,99(7) min                    | β−                         | 168Er           | 3+             |
| 168m1Ho              | 59(1) keV            | 59(1) keV            | 59(1) keV            | 132(4) s                       | TI (99,5 %)                | 168Ho           | (6+)           |
| 168m1Ho              | 59(1) keV            | 59(1) keV            | 59(1) keV            | 132(4) s                       | β− (0,5 %)                 | 168Er           | (6+)           |
| 168m2Ho              | 143,4(2) keV         | 143,4(2) keV         | 143,4(2) keV         | >4 µs                          |                            |                 | (1)−           |
| 168m3Ho              | 192,6(2) keV         | 192,6(2) keV         | 192,6(2) keV         | 108(11) ns                     |                            |                 | 1+             |
| 169Ho                | 67                   | 102                  | 168,936872(22)       | 4,72(10) min                   | β−                         | 169Er           | 7/2−           |
| 170Ho                | 67                   | 103                  | 169,93962(5)         | 2,76(5) min                    | β−                         | 170Er           | 6+#            |
| 170mHo               | 120(70) keV          | 120(70) keV          | 120(70) keV          | 43(2) s                        | β−                         | 170Er           | (1+)           |
| 171Ho                | 67                   | 104                  | 170,94147(64)        | 53(2) s                        | β−                         | 171Er           | 7/2−#          |
| 172Ho                | 67                   | 105                  | 171,94482(43)#       | 25(3) s                        | β−                         | 172Er           |                |
| 173Ho                | 67                   | 106                  | 172,94729(43)#       | 10# s                          | β−                         | 173Er           | 7/2−#          |
| 174Ho                | 67                   | 107                  | 173,95115(54)#       | 8# s                           |                            |                 |                |
| 175Ho                | 67                   | 108                  | 174,95405(64)#       | 5# s                           |                            |                 | 7/2−#          |

1. ↑  Abréviation :
CE : Capture électronique
TI : transition isomérique.
2. ↑  Isotopes stables en gras.
3. ↑  On soupçonne qu'il se désintègre par radioactivité α en 161Tb.